# Región Sur Occidental
En Venezuela, la Región Sur Occidental es una región político-administrativa compuesta por el estado Táchira y el Municipio Páez del estado Apure; la cual estaba incorporada anteriormente a la Región de los Andes.

## Geografía
La región Sur Occidental abarca una parte del ramal de la cordillera andina en Venezuela el cual comienza en el estado Táchira. la región se caracteriza por poseer un clima notablemente más templado que el resto del país, a excepción de la Región de los Andes llegando al clima frío de montaña y páramos.
La separación entre la Cordillera Oriental Colombiana y la de Mérida está demarcada por la depresión del Táchira. Una larga hendidura tectónica divide a los andes en dos bloques paralelos: la sierra del norte o de la culata y la sierra de Mérida.

### Estado Táchira

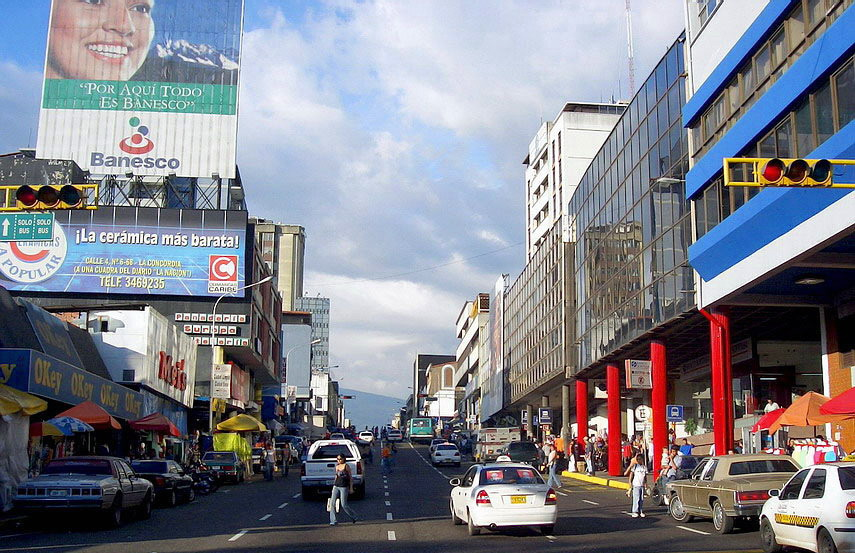
Séptima Avenida de San Cristóbal, Capital del Estado Táchira.

la capital del estado es San Cristóbal, importante centro económico para el país, ciudad más grande de toda la región andina y por ende es la Urbe principal donde se desarrollan diferentes actividades económicas que abastecen a toda la región andina, frontera con Colombia, específicamente la ciudad de Cúcuta, ambas ciudades juntas se espera que formen una conurbación de más de 3 millones de habitantes, dando paso así a una importante y grande urbe tanto para Venezuela como para Colombia. las diferentes actividades industriales, comerciales y manufactureras que abastecen a los estados: Mérida, Trujillo, Barinas y Apure, son realizadas en San Cristóbal y sus adyacentes, en los últimos años se ha reflejado un importante crecimiento turístico que podría convertir a San Cristóbal, la capital de los andes [cita requerida], en la ciudad con más potencial turístico en toda la región de los Andes. Hoy día, la importancia económica y social del estado y su capital ha promovido separarla de la región andina, para así formar región sur occidente, y terminar de fomentar el rápido desarrollo que a través de los años, los otros estados andinos han hecho imposible, debido a que el estado tachira ha sido la capital de toda la región desde su fundación [cita requerida].

### Municipio Páez (Apure)
En su condición de municipio fronterizo, la zona maneja gran parte del comercio entre el Estado Apure de Venezuela y el Departamento Arauca de Colombia. Además, en este municipio se ubica el recurso forestal más importante del país, la Selva de San Camilo [cita requerida]. Otras actividades de gran importancia son la ganadería, agricultura, pesca y los productos relacionados.

## Clima
El clima de la región es frío por estar en los Andes venezolanos, la temperatura en Táchira está entre -1º y 30°, y la temperatura de Municipio Páez del estado Apure es algo más alta por estar en los Llanos Venezolanos.

## Economía
La ciudad de San Cristóbal es un importante terminal entre Venezuela y Colombia, así que su posición estratégica es muy positiva y útil para los venezolanos y colombianos, sea para turismo, ventas y otros, este es un buen sitio para hacerlo.